# Incest i bibeln
Incest i Bibeln överlappar inte helt med definitionen av incest i många moderna nationer. Några av Bibelns böcker, särskilt de tidiga delarna av Toran, innehåller berättelser där individer från samma familj eller släkt har sexuellt umgänge. Detta kan tolkas som incest, men endogami är också en möjlig tolkning. Bibeln förbjuder inte kusiner, från att gifta sig eller att ha sexuellt umgänge, utan Herren säger: "En kvinna som har ärvt egendom inom en israelitisk stam får bara gifta sig med någon som tillhör en släkt inom hennes fädernestam",  men den förbjuder sexuella relationer med flera andra nära släktingar.

## Specifika relationer i bibeln som kan tolkas som incest
- I Första moseboken ser Ham sin far Noahs nakenhet. Talmud tolkar det som att Ham kan ha haft sexuellt umgänge med Noah. I mer modern tid har vissa forskare föreslagit att Ham istället hade sexuellt umgänge med sin fars fru.[2]